# Josa Ruffner
Josa Ruffner (geborene Josephine Lederer, verheiratet Josa Morgan, 11. Jänner 1898 in Wien, Österreich-Ungarn; gestorben 3. Mai 1986 in London) war eine österreichische Schriftstellerin.

## Leben
Josephine Lederer war eine Tochter des Arztes Moritz Lederer (1859–1908) und der Antonia Michalup, sie hatte einen Bruder. Die Ehe der Eltern war brüchig, und ihr Vater beging 1908 Suizid. Lederer wuchs bei der Mutter und dem Stiefvater, dem Rechtsanwalt Emil Meisel, auf. Sie nahm Schauspielunterricht bei Ernst Arndt am Burgtheater.
Lederer heiratete 1917 den Schauspieler Paul Morgan. 1918 veröffentlichte sie mit Protektion ihres Schwiegervaters ein paar Artikel in der Wiener Zeitschrift Forum. Monatsschrift für die Anwaltschaft. Paul Morgan ging 1919 nach Berlin, wo er im Theater und in Kabaretts auftrat und eine Filmkarriere machte. Sie hatte vielleicht Auftritte in Morgans Kabaretts in Berlin. 1922 hatte sie eine Hauptrolle am Deutschen Theater München. 1930/31 hielten sie sich in Hollywood auf, wo er in Filmen mitwirkte. Nach der Machtergreifung 1933 gingen sie von Berlin zurück nach Österreich. 1934 berichtete sie im Neuen Wiener Tagblatt von ihren Erfahrungen in den USA und schrieb Beiträge für die Sonntagsausgabe des Wiener Journals. Nach dem Anschluss Österreichs 1938 gelang ihr die Flucht in die Niederlande und nach Frankreich, während Paul Morgan verhaftet und in das KZ Dachau deportiert wurde. Josa Morgan besorgte für ihren Mann eine Arbeitsgenehmigung für die Niederlande, doch kam er nicht frei, sondern wurde in das KZ Buchenwald verlegt, wo er 1939 an den Haftbedingungen starb. Nach Kriegsausbruch 1939 wurde sie in Frankreich als feindliche Ausländerin im Camp de Gurs interniert und blieb dort auch nach der deutschen Besetzung Nordfrankreichs 1940 inhaftiert. Ihr gelang 1941 die Flucht in die USA. 1944 heiratete sie den Journalisten Joseph Ruffner und erhielt die US-amerikanische Staatsbürgerschaft. Die Ehe wurde später geschieden. 1948 schrieb sie ein paar Artikel und Nachrufe für die New Yorker deutschsprachige Emigrantenzeitung Aufbau.
Ruffner kehrte 1956 kehrte nach Europa zurück und lebte in Berlin, München und in London.